# ImageShack
ImageShack – strona internetowa oferująca niegdyś darmowy, a od 17 stycznia 2014 płatny hosting grafiki. Serwis został uruchomiony w listopadzie 2003 roku.